# Invade
『Invade』（インベイド）は日本のヴィジュアル系ロックバンド、jealkbのメジャー2ndアルバム。2011年2月9日発売。発売元はjkb records/R and C Ltd.

## 概要
今作のジャケットのイラストはhaderuやhidekiの飲み友達でもある鳥山明が描いたものであり、「友達だからお金は取れない」という理由で、無償で描いている。

## 収録曲
1. 殺気繚乱（さっきりょうらん）
  - 作詞:haderu / 作曲:elsa / 編曲:elsa & Shogo Ohnishi

当初は「殺意 or LOVE」と言うタイトルでライブでも披露されていたが、リリース直前に現在のタイトルに変更された。
TBS系全国ネット 2011年1月～8月度の「クイズ☆タレント名鑑」エンディングテーマ。
2. 最後の嘘（さいごのうそ）
  - 作詞:haderu / 作曲:elsa / 編曲:elsa & Shogo Ohnishi
3. 腐敗した世代（ふはいしたせだい）
  - 作詞:haderu / 作曲:elsa / 編曲:elsa & Shogo Ohnishi
4. 罪と罰と罠（つみとばつとわな）
  - 作詞:haderu / 作曲:elsa / 編曲:elsa & Tatsuta Kuauchi

以前からライブで披露されていた曲で、田村淳が学長を務めるNHKのTV番組「デジスタ・ティーンズ」のコーナーで、若い学生クリエイターによってPVが作られた。
5. makemagic（メイクマジック）
  - 作詞:haderu / 作曲:Yoshihiro saito / 編曲:Shogo Ohnishi

6thシングル。既にはるな愛との共演でPVが作られているが、再びデジスタ・ティーンズでPVが作られた。
6. super special summer（スパー・スペシャル・サマー）
  - 作詞:haderu / 作曲:Kengo Minamida / 編曲:jealkb ＆Shogo Ohnishi

7thシングル。
7. 傷心マキアート（しょうしんマキアート）
  - 作詞:haderu / 作曲:Yoshihiro saito / 編曲:Shogo Ohnishi

8thシングル。
TBS系全国ネット 2010年10月～12月度の「クイズ☆タレント名鑑」エンディングテーマ。
8. ト或コイ（トあるコイ）
  - 作詞:haderu / 作曲:elsa / 編曲:elsa & Kazuhiro Higure

以前からライブで披露されていた曲で、ギターのedieeがヴォーカルを務める。jealkbのランキングライブ『二十薔薇ノ推曲2011』で第1位となった。
9. リグレラ（リグレラ）
  - 作詞:haderu / 作曲:elsa / 編曲:elsa & Tatsuya kurauchi

罪と罰と罠と同様、結成当時から存在していた楽曲。「リグレラ」とは「リグレットラブ」（愛を後悔）と言う意味。
10. baker baker paradox（ベイカー・ベイカー・パラドックス）
  - 作詞:haderu / 作曲:elsa / 編曲:elsa & Shogo Ohnishi

ほとんどが英語歌詞。同じく、デジスタ・ティーンズでPVが作られた。
11. ROLLING（ローリング）
  - 作詞:haderu / 作曲:elsa / 編曲:elsa & Shogo Ohnishi

ライブでのノリを重視した曲で、Aメロはhaderuとhidekiのヴォーカルが交互に入り交じる。
12. 恋心（こいごころ）
  - 作詞:逹瑯 / 作曲:逹瑯 / 編曲:jealkb

ムックの逹瑯から楽曲提供を受けた曲。逹瑯自身もボーカルで参加している。
13. 静かな夜（しずかなよる）
  - 作詞:haderu / 作曲:elsa / 編曲:elsa & Shogo Ohnishi

曲の前半はピアノメロディーのバラード曲。
14. WILL -album ver.- （ウィル・アルバム・バージョン）
  - 作詞:haderu / 作曲:elsa / 編曲:elsa

5thシングル。「-album ver.-」称してあるが同じ楽曲。
TBS系全国ネット 2010年8月～9月度の「クイズ☆タレント名鑑」エンディングテーマ。

### 初回盤A 限定DVD
LIVE TOUR 2010 「秋薔薇ノ紅」@SHIBUYA-AX
1. 嘆きのエンドレス
2. body friction
3. オプティ
4. How much is your love
5. ト或コイ
6. 花
7. 殺気繚乱
8. 歪ミイズム
9. killss
10. super special summer

### 初回盤B 限定DVD
1. jealkb HISTORY
2. BONUS